# Jean d'Avançon
Jean d'Avançon, seigneur de Saint-Marcel, plus communément appelé Jean de Saint-Marcel, (1511 à Grenoble - 25 avril 1564) était surintendant des finances sous Henri II en France.

## Biographie
Il devient successivement conseiller au parlement de Grenoble, puis ambassadeur à Rome vers 1550. Il est ensuite nommé, vraisemblablement par l'appui de Diane de Poitiers et des Guise, surintendant des finances du royaume de 1556 à la mort de Henri II. On retiendra surtout pendant sa charge les actions du connétable de Montmorency ou encore du cardinal de Lorraine, alors que les finances du royaume étaient dans un état désastreux.
Il continuera à gérer les finances sous le successeur de Henri II, son fils François II. En effet, il fait partie du collège qui s'en chargeait, dirigé par le cardinal de Lorraine, et composé également de Charles de Marillac, de André Guillart et de Jean de Morvilliers.
Il épousa une dame Alleman, fille de Humbert Alleman, lui-même fils de Charles Alleman, seigneur de Séchilienne. D'elle, il eut un fils,  Guillaume d'Avançon (né en 1530 en Dauphiné - mort en 1600 à Grenoble), théologien et archevêque d'Embrun en 1561. Jean d'Avançon a également eu une fille, Louyse, qui épousera Balthazard de Combourcier, gouverneur d'Embrun.
On perdra progressivement sa trace jusqu'à son décès le 25 avril 1564.
Des poèmes lui furent dédiés, écrits par Olivier de Magny, Joachim du Bellay, Ronsard et Hugues Salel notamment.